# 学生の科学
『学生の科学』（がくせいのかがく）は、誠文堂新光社から刊行されていた月刊誌である。
1961年創刊。子供の科学の読者層よりも高い年齢の読者を対象としていた。
記事は科学の分野だけでなく工業や技術、医学系の記事も扱っていた。
また、模型工作の記事も連載されていた。他に、当時の青少年向け科学雑誌の定番である科学小説（SF小説）も連載されていた。